# Jetix (Nederland)
Jetix was een Nederlandse televisiezender. Op 13 februari 2005 werd Jetix de nieuwe naam voor de al sinds 1996 opererende Fox Kids (in Nederland sinds augustus 1997). Jetix was een televisiezender die zich richtte op kinderen en zond voornamelijk Amerikaanse tekenfilms uit. Er werden ook enkele Nederlandse programma's uitgezonden, zoals de Kids Top 20 en Ernst, Bobbie en de rest. De naam Jetix werd twee jaar eerder bedacht door het Amerikaanse moederbedrijf, The Walt Disney Company. Jetix begon in Nederland als een blok na school en zond samen met Fox Kids van maandag tot vrijdag de laatste drie en half uur uit, van 15.30 tot 18.00 uur.

## Programmering
Jetix had een wat conservatievere programmering. Zo greep het kanaal terug naar alom bekende successen zoals het succesvolle Telekids-principe met allerlei spelletjesonderdelen voor kinderen. Dit werd dunnetjes overgedaan bij Jetix in het populaire Jetix Max, waarbij het presentatieduo bestond uit Co Rowold en Sita Vermeulen (een van de ex-leden van de groep K-otic), en uiteindelijk Nicolette van Dam en Jamai Loman. Later heette het Jetix Studio en werd het programma eerst gepresenteerd door Nicolette van Dam en Joey van der Velden. Na haar overstap naar RTL Nederland werd Nicolette van Dam vervangen door de vroegere presentatrice Sita Vermeulen.
Japanse animeseries bleken bij het opstarten van de zender minder populair te zijn geworden bij het publiek en daarom werden bij Jetix minder animeseries uitgezonden dan voorheen het geval was bij Fox Kids. Programma's als Flint the Time Detective, Shinzo en Digimon werden gedeeltelijk vervangen door series als Totally Spies en What's with Andy?. Alleen de Japanse animatieserie Pokémon bleef behouden omdat deze een trouwe schare fans had onder de kijkers.
Andere programma's waren de live-actionserie Hotnews.nl, een soort hedendaagse versie van kinderdetective Q & Q en de populaire jeugdsoap De Club van Sinterklaas, die vanaf 1999 jaarlijks in de maanden oktober, november en december werd uitgezonden op de zender. 's Ochtends was er op Jetix het peuter- en kleuterblok Jetix Play met o.a. Bobo, Bob de Bouwer en Hamtaro.
Vanaf 2002 werd in samenwerking met Z-Press Junior Media het Jetix Magazine uitgegeven, een eigen blad dat zich voornamelijk richtte op jongens van 7 tot 12 jaar. In april 2005 werd ook een "zusje" opgericht genaamd MeidenMagazine.

## Disney XD
Op 1 januari 2010 werd Jetix vervangen door Disney XD, waardoor Nederland, op Rusland na, het laatste land in Europa was, waar Jetix werd omgezet naar Disney XD. Jetix Magazine werd daarbij vervangen door Disney XD Magazine, dat echter in 2012 ophield te bestaan. MeidenMagazine werd voortgezet en bestaat nog steeds.